# Young Hercules
Serien Young Hercules (från 1998 till 1999) handlar om en ung Hercules (Ryan Gosling) och hans vänners äventyr. Hercules är en halvgud och har krafter som man bara kan drömma om. Med hjälp av sina krafter vill han hjälpa folk i knipa.
Vilket han också är ganska så bra på, även om han oftast får hjälp av olika personer.